# Xorides cerbonei
Xorides cerbonei är en stekelart som beskrevs av Porter 1978. Xorides cerbonei ingår i släktet Xorides och familjen brokparasitsteklar. Inga underarter finns listade i Catalogue of Life.